# 林玉珍 (主播)
林玉珍（1967年9月26日—），台灣南投縣人，過去曾任職TVBS、青年日報等多家媒體，進入華視時曾任教學部助理；2006年轉任台語主播，2007年10月開始主持《華視台語新聞雜誌》節目。
2013年曾以國語播報《華視整點新聞》。

## 學歷
- 中國文化大學新聞系

## 經歷
- 台灣廣播公司中興廣播電台主持人
- 全南投有線電視新聞主播
- TVBS駐南投記者
- 青年日報駐南投記者
- 幼獅廣播電台節目助理
- 華視教學部節目助理

## 榮譽
| 年份 | 獲提名 | 獎項                           | 結果 |
| ---- | ------ | ------------------------------ | ---- |
|      |        | 行政院文化建設委員會廣播文化獎 | 獲獎 |

## 現任
- 《華視在地新聞》主播（2018年—2021年曾兼任製作人）、《華視台語新聞雜誌》節目主持人
- 《華視0900整點新聞》主播

## 外部連結
- 華視台語主播－林玉珍的Facebook專頁